# Space Sentinels
Space Sentinels (Originaltitel: The Young Sentinels) ist eine US-amerikanische Zeichentrickserie von Filmation. In der Serie bilden die Namensvettern der mythologischen Figuren Hercules und Mercury zusammen mit Astrea ein Superhelden-Team, um die Menschheit zu beschützen.

## Figuren
- Hercules: Der blonde und blauäugige Hercules besitzt übermenschliche Kräfte.
- Mercury: Mercury hat die Fähigkeit, sich in Lichtgeschwindigkeit zu bewegen. Er ist asiatischer Abstammung.
- Astrea: Astrea kann sich in nahezu jedes Tier verwandeln.
- Mo (Abkürzung für Maintenance Operator, „Wartungsroboter“): Sentinel Ones Roboter-Assistent.

Zu den Gegnern gehören die Zauberin, der ägyptische Gott Anubis und Morpheus. Morpheus besitzt die gleichen Kräfte wie Hercules, Mercury und Astrea, aber irgendwann rebellierte er und wandte sich dem Bösen zu.

## Episoden
1. Morpheus, der böse Sentinel (Morpheus: The Sinister Sentinel)
2. Raumgiganten (Space Giants)
3. Der Zeitreisende (The Time Traveler)
4. Die Zauberin (The Sorceress)
5. Die Rückkehr von Anubis (The Return of Anubis)
6. Der Zauberer von Od (The Wizard of Od)
7. Der Prime Sentinel (The Prime Sentinel)
8. Kapitän Nemo (Commander Nemo)
9. Reise ins Innere der Erde (Voyage To The Inner World)
10. Lokis Flucht (Loki)
11. Flora und Fauna (Fauna)
12. Pflanzen aus dem Weltraum (The Jupiter Spore)
13. Das Weltenschiff (The World Ship)